# 项晶
项晶（德語：Jing Xiang，1993年2月12日—），是中国德国女演员。

## 生平
项晶出生在柏林她的母语是德语和中文，外语是英语。 2009年至2012年，她在舞台Academy艺术学校学习表演、舞蹈和歌唱课程。项晶于2012年毕业于柏林弗里德瑙的保罗纳托普文理中学。随后，她在罗斯托克音乐与戏剧学院学习，于2017年毕业，获得了艺术家文凭。在她学习期间，项晶曾在罗斯托克大眾劇場客串演出 。
在波鸿戏剧院，项晶2018年以来一直是合奏团成员。在其他角色中，她在約翰·西蒙斯的《哈姆雷特》中扮演第一个掘墓人，该剧被邀请参加第57届柏林戏剧节。她通过Netflix剧集《生物黑客》为更多观众所熟知，她在剧中扮演陈路一角。  

## 主要作品
| 年份       | 電影                       | 電影                                | 角色   | 角色     |
| 年份       | 中文名                     | 原名                                | 中文名 | 原名     |
| ---------- | -------------------------- | ----------------------------------- | ------ | -------- |
| 2018       | 罪案現場: 我们会把你们全部 | Tatort: Wir kriegen euch alle       | 志玲   | Chi Ling |
| 2020       | 来自 Uber 司机的日记       | Aus dem Tagebuch eines Uber-Fahrers | 芬     | Fen      |
| 2020年以后 | 生物黑客                   | Biohackers                          | 陈路   | Chen-Lu  |